# 스와스티카 무케르지
스와스티카 무케르지(힌디어: স্বস্তিকা মুখার্জি, 영어: Swastika Mukherjee, 1980년 12월 13일 ~ )는 인도의 배우이다.

## 출연 작품
- 더 드리프터스 (2016)
- 디텍티브 브욤케쉬 바쉬 (2015)
- 쟈티쉬워 (2014)